# Diadema, São Paulo
Diadema là một thành phố ở bang São Paulo, Brasil. Thành phố này được lập ngày 8/12/1959. Diadema cách thủ phủ bang 17 km (Praça da Sé thuộc São Paulo). Thành phố này là một đô thị thành phần của vùng đô thị Đại São Paulo). Năm 2007, dân số ước tính de 386.779 người, mật độ dân số 12.619,2 người/1 km². 